# Baranyi László (színművész)
Baranyi László (Budapest, 1927. június 14. –) Gobbi Hilda-díjas magyar színész.

## Életrajza

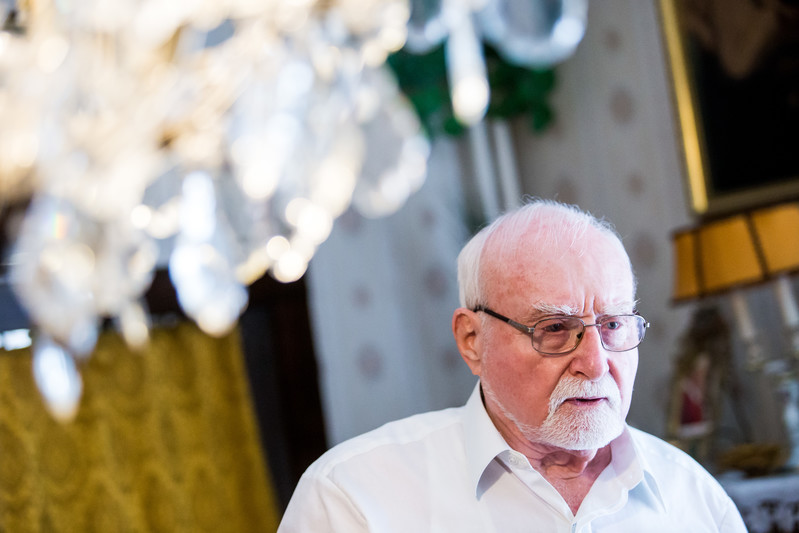
Kilencvenedik életéve betöltésének köszöntésekor otthonában

Részt vett Budapest ostromában a védők oldalán 1944-45-ben. 
Érettségi után apja kérésére a Közgazdaságtudományi Egyetemre ment, ahová két évig járt. 1948-ban bevonult katonának. Közben levelező tagozaton elvégezte a Testnevelési Főiskolát, aktív sportolóként gátfutó volt. 1952-ben leszerelt a katonaságtól, és bekerült a Színművészeti Főiskolára.
Egyik főiskolai évfolyamtársa, mint belső ellenséget, uszítás vádjával feljelentette, ennek következtében pártfegyelmivel eltávolították a Színművészeti Főiskoláról.
Ismerőse ajánlotta figyelmébe Rózsahegyi Kálmán színiiskoláját, ahol 1957-ben kapta meg diplomáját. 1956-tól a Jászai Mari Kísérleti Színpad tagjaként lépett fel. 1957-től 1961-ig foglalkoztatta az Állami Déryné Színház, majd 1961-től a kaposvári Csiky Gergely Színház, 1963-tól a Pécsi Nemzeti Színház, 1965-től a szolnoki Szigligeti Színház, 1971-től 1976-ig pedig a kecskeméti Katona József Színház művésze volt. 1976-tól fellépett a Mikroszkóp Színpadon, 1980-tól a Nemzeti Színházban, 1986-tól pedig újból a Mikroszkóp Színpadnál játszott. 1990-től a Família Kft. című televíziós sorozatban a Nagypapa szerét alakította, majd rövid kihagyás után a társulat 2011-es felbomlásáig ismét a Mikroszkóp Színpad művésze volt. 2012-től Sas kabaréjában a Fészek klubban játszott. 2015-től a József Attila Színházban szerepelt, 2019-ben a Soproni Petőfi Színházban is.

## Magánélete
Kétszer elvált. Harmadik felesége Végh Klára, akit Végh Kati néven táncdalénekesként ismert a korabeli közönség, és aki lányuk születése után már nem lépett színpadra. Lányuk Zsuzsa zenepedagógus.
1968 óta Zuglóban él.

## Színházi szerepeiből
- Biondello (William Shakespeare: Makrancos hölgy)
- Lőrinc barát (Shakespeare: Rómeó és Júlia)
- Színészkirály (Shakespeare: Hamlet)
- Giovanni (Shakespeare: Tévedések vígjátéka)
- Asztrov (Anton Pavlovics Csehov: Ványa bácsi)
- Ödön (Jókai Mór: A kőszívű ember fiai)
- Rácz tanár úr (Molnár Ferenc: A Pál utcai fiúk)
- Puzsér (Molnár Ferenc: Doktor úr)
- Paris tiszteletes (Arthur Miller: A salemi boszorkányok)
- Lerma gróf (Friedrich Schiller: Don Carlos)
- Apa (Eugene O’Neill: Utazás az éjszakába)
- Phil Hogan (Eugene O’Neill: Boldogtalan hold)
- Lancester gróf; Az idősebb Gurney (Bertolt Brecht: II. Edwárd)
- Virgonc (Pierre-Augustin Caron de Beaumarchais: A sevillai borbély)
- Frosch (Ifj. Johann Strauss: A denevér)
- Bujkálov (Valentyin Petrovics Katajev: Bolond vasárnap)
- Rettegi Fridolin (Schönthan: A szabin nők elrablása)
- Annás (Balogh Elemér–Kerényi Imre: Csíksomlyói passió)
- A kardinális (João Bethencourt: A nap, amelyen a pápát elrabolták)
- Morestan (Marcel Achard: A bolond lány)
- Lajos, inas (Zilahy Lajos: Fatornyok)
- Stettner úr (Molnár Ferenc: Az üvegcipő)
- Zolestyák (Eisemann Mihály: Én és a kisöcsém)
- Korláthy gróf (Szirmai Albert–Bakonyi Károly–Gábor Andor: Mágnás Miska)
- Biccentő strázsamester (Huszka Jenő: Mária főhadnagy)
- Nyegus (Lehár Ferenc: A víg özvegy)
- Görcs (Döbrentey Ildikó: Banyatanya)
- A lázadó (bemutató: 2008. február 8. Vörösmarty Színház)
- A tenor háza (bemutató: 2003. április 11. Mikroszkóp Színpad)
- Ádám és Éva (bemutató: 2004. március 19. Mikroszkóp Színpad)
- Aida (bemutató: Vörösmarty Színház)
- A víg özvegy (bemutató: 2019. Petőfi Sándor Színház, Sopron)
- Az élet lapos oldala - Bajor-kabaré szereplő (bemutató: 2006. december 2. Mikroszkóp Színpad)
- Balfék! Jobbra át! (bemutató: 2010. április 30. Mikroszkóp Színpad)
- Csak semmi duma! (bemutató: Mikroszkóp Színpad)
- Felettünk a béka (bemutató: Fészek Művészklub)
- Kelet ez nekünk? (bemutató: 2000. április 1. Mikroszkóp Színpad)
- Kihajolni veszélyes! (bemutató: 1999. április 1. Mikroszkóp Színpad)
- Közös bűnnek túrós a háta (bemutató: 2001. március 30. Mikroszkóp Színpad)
- Le vagytok szavazva! (bemutató: Mikroszkóp Színpad)
- Leggyengébb láncszemek (bemutató: 2001. december 21. Mikroszkóp Színpad)
- Magasztár? (bemutató: Mikroszkóp Színpad)
- Nyerünk vagy nyelünk (bemutató: Mikroszkóp Színpad)
- Röhej az egész színész (bemutató: 2009. március 20. Mikroszkóp Színpad)
- Röhögni még szabad (bemutató: 2011. december 31. Mikroszkóp Színpad)
- Széllel szembe... (bemutató: 2004. december 3. Mikroszkóp Színpad)
- Ügynökök kíméljenek! (bemutató: 2002. december 6. Mikroszkóp Színpad)
- Valakit visz a vicc (bemutató: Mikroszkóp Színpad)
- Zsebrepacsi színész (bemutató: 1999. december 10. Mikroszkóp Színpad)

## Filmszerepei
- Pepe (színes magyar filmvígjáték-sor., 2022)
- Kutyafül-Macskanyelv (TV-műsor)
- Az unoka (színes magyar thriller, 2022)
- Toxikoma (színes magyar dráma, 2021)
- Hacktion: Újratöltve (színes magyar akciófilm-sor., 2014) (TV-film)
- Asterix és Obelix: Isten óvja Britanniát (szín., mb. francia–spanyol–olasz–magyar vígj., 2012)
- Borgiák (szín., mb. kanadai–ír–magyar filmsor., 2011) (TV-film)
- Casino (színes magyar filmsor., 2011) (TV-film)
- Valami Amerika 2. (színes magyar vígj., 2008)
- Csak szex és más semmi (színes magyar vígj., 2005)
- A Hídember (színes magyar filmdráma, 2002)
- Pasik! (színes magyar vígjáték-sorozat, 2001) (TV-film)
- Privát kopó (színes magyar filmsor., 1993) (TV-film)
- Família Kft. (színes magyar vígj. sor., 1991) (TV-film)
- Az operaház fantomja (szín., mb. angol-amerikai-magyar horror, 1989)
- Linda (színes magyar tévéfilmsor., 1989) (TV-film)
- Angyalbőrben (színes magyar tévéfilmsor., 1988) (TV-film)
- Szomszédok (színes magyar teleregény., 1987) (TV-film)
- Aranyóra (színes magyar tévéf., 1987) (TV-film)
- Doktor Minorka Vidor nagy napja (színes magyar gyerekf., 1987)
- Akli Miklós (színes magyar vígj., 1986)
- Képvadászok (színes magyar vígj., 1985)
- Te rongyos élet (színes magyar filmszat., 1983)
- Gyertek el a névnapomra (színes magyar filmdráma, 1983 )
- A hosszú előszoba (színes magyar tévéjáték, 1980) (TV-film)
- Küszöbök (szín., magyar tévéfilmsor., 1979) (TV-film)
- Kihajolni veszélyes! (szín., magyar filmszat., 1978)
- Dóra jelenti (1978)
- Megtörtént bűnügyek (ff.+színes magyar tévéfilmsor., 1978) (TV-film)
- Don Carlos (ff. magyar színházi közv., 1974) (TV-film)
- Egy óra múlva itt vagyok… (ff. magyar tévéfilmsor., 1971) (TV-film)
- A tanú (színes magyar filmszat., 1969)
- Alba Regia (ff. magyar játékf., 1961)
- A Noszty fiú esete Tóth Marival (ff., magyar játékf., 1960)

## Díjai, elismerései
- Zugló díszpolgára (2011)[5]
- Gobbi Hilda-díj (2019)[7]